# سورة الممتحنة

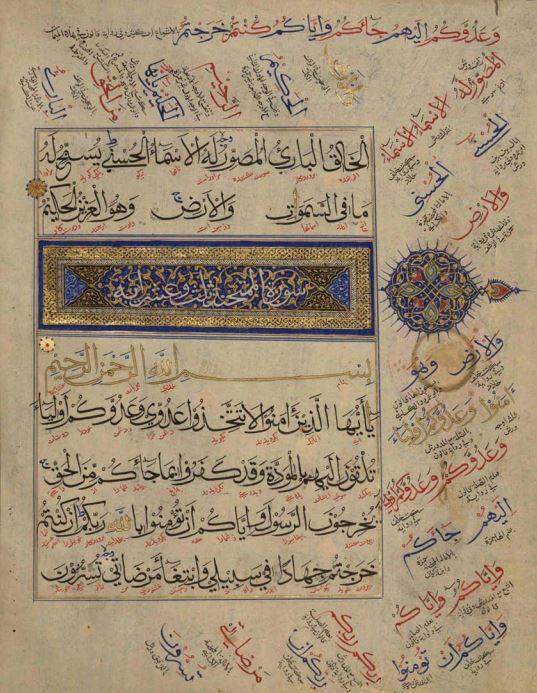
الآية الأولى من سورة الممتحنة.

سُورَةُ الْـمُمْتَحِنَةِ أو سُورَةُ الْـمُمْتَحَنَةِ هي سورة مدنية، من المفصل، آياتها 13، وترتيبها في المصحف 60، في الجزء الثامن والعشرين، تبدأ بأسلوب نداء للمؤمنين ﴿يَا أَيُّهَا الَّذِينَ آمَنُوا﴾، نزلت بعد سورة الأحزاب. وآيتها الأولى تُعتبر أطول آية مُفتَتِحة لسورة.

## التسمية
سميت بهذا الاسم لما ورد فيها من وجوب امتحان المؤمنات عند الهجرة وعدم ردُّهُنَّ إلى الكفار إذا ثبت إيمانهن. وتسمى أيضا «الامتحان» و«المودة». قال السيوطي: (قال ابن حجر: المشهور في هذه التسمية أنها بفتح الحاء، وقد تكسر، فعلى الأول: هي صفة المرأة التي نزلت السورة بسببها، وعلى الثاني: هي صفة السورة كما قيل: لبراءة الفاضحة. وفي «جمال القراء»: تسمى أيضا سورة الامتحان، وسورة المودة).

## موضوع السورة ومقصدها
قال البقاعي: مقصودها براءة من أقرَّ بالإيمان من الكفار دلالة على صحة مدعاه، كما أن الكفار تبرأوا من المؤمنين وكذبوا بما جاءهم من الحق لئلا يكون الكفار على باطلهم أحرص من المؤمنين على حقهم. ثم بيّن الله تعالى أن الكفار نوعان: نوع يظهر العداوة ويقاتلون المؤمنين ونوع مسالم، فالصنف الأول لا يجوز للمؤمنين أن يقسطوا إليهم ولا أن يوادوهم ويحسنوا إليهم بل يجب معاداتهم كما يعادون المؤمنين. والصنف الثاني من الكفار وهو المسالمون والذين قال الله فيهم ﴿لَا يَنْهَاكُمُ اللَّهُ عَنِ الَّذِينَ لَمْ يُقَاتِلُوكُمْ فِي الدِّينِ وَلَمْ يُخْرِجُوكُمْ مِنْ دِيَارِكُمْ أَنْ تَبَرُّوهُمْ وَتُقْسِطُوا إِلَيْهِمْ﴾ [الممتحنة:8] يعني من لم يكن من الكفار مظهرًا العداوة ولم يبدي لنا ما يسوء فإنه يجوز لنا أن نحسن إليه وأن نعامله بالحسنى قال ﴿لَا يَنْهَاكُمُ اللَّهُ عَنِ الَّذِينَ لَمْ يُقَاتِلُوكُمْ فِي الدِّينِ وَلَمْ يُخْرِجُوكُمْ مِنْ دِيَارِكُمْ أَنْ تَبَرُّوهُمْ وَتُقْسِطُوا إِلَيْهِمْ ۚ إِنَّ اللَّهَ يُحِبُّ الْمُقْسِطِينَ (8) إِنَّمَا يَنْهَاكُمُ اللَّهُ عَنِ الَّذِينَ قَاتَلُوكُمْ فِي الدِّينِ وَأَخْرَجُوكُمْ مِنْ دِيَارِكُمْ وَظَاهَرُوا عَلَىٰ إِخْرَاجِكُمْ أَنْ تَوَلَّوْهُمْ ۚ﴾.

## سبب نزول السورة
- قال جماعة المفسرون نزلت في حاطب بن أبي بلتعة، وذلك أن سارة مولاة أبي عمر بن صهيب بن هشام بن عبد مناف أتت رسول الله من مكة إلى المدينة، وفاحتاجت حاجة شديدة فحث عليها بني عبد المطلب فكسوها وحملوها وأعطوها، فأتاها حاطب بن أبي بلتعة وكتب معها إلى أهل مكة وأعطاها عشرة دنانير على أن توصل إلى أهل مكة، وكتب في الكتاب «من حاطب إلى أهل مكة أن رسول الله يريدكم فخذوا حذركم» فخرجت سارة، ونزل جبريل، وكانوا كلهم فرسانا، وقال لهم: انطلقوا حتى تأتوا روضة خاخ فإن فيها ظعينة معها كتاب ـ من حاطب إلى المشركين ـ فخذوه منها، وخلوا سبيلها، فإن لم تدفعه إليكم فاضربوا عنقها، فخرجوا حتى أدركوها في ذلك المكان، فقالوا لها أين الكتاب؟ فحلفت بالله ما معها كتاب. ففتشوا متاعها فلم يجدوا معها كتابا، فهموا بالرجوع، فقال على: والله ما كَذَبْنَا ولاَ كُذِبْنَا وسَلَّ سيفه، وقال: أخرجي الكتاب وإلا والله لأجزرنك ولأضربن عنقك. فلما رأت الجد أخرجته من ذؤابتها قد خبأته في شعرها، فخلوا سبيلها، ورجعوا بالكتاب إلى رسول الله فأرسل رسول الله إلى حاطب فأتاه فقال له: هل تعرف الكتاب؟ قال: نعم. قال فما حملك على ما صنعت؟ فقال: يا رسول الله والله ما كفرت منذ أسلمت ولا غششتك منذ نصحتك، ولا أحببتهم منذ فارقتهم، ولكن لم يكن أحد من المهاجرين إلا وله بمكة من يمنع عشيرته، وكنت غريبا فيهم، وكان أهلي بين ظهرانيهم، فخشيت على أهلي، فأردت أن أتخذ عندهم يدا، وقد علمت أن الله ينزل لهم بأسه، وكتابي لا يغنى عنهم شيئا، فصدقه رسول الله وعذره، فنزلت هذه السورة ﴿يا أيها الذين آمنوا لا تتخذوا عدوي وعدوكم أولياء﴾ [الممتحنة:1] فقال عمر بن الخطاب: يا رسول الله دعني أضرب عنق هذا المنافق. فقال رسول الله: وما يدريك يا عمر لعل الله قد اطلع على أهل بدر فقال لهم: (اعملوا ما شئتم فقد غفرت لكم).[4]
- وعن عبد الله بن الزبير عن أبيه قال قدمت قتيلة ابنة العزى بن عبد أسعد من بني مالك بن حسل على ابنتها أسماء بنت أبي بكر بهدايا ضباب وأقط وسمن وهي مشركة فأبت أسماء أن تقبل هديتها وتدخلها بيتها فسألت عائشة النبي ﷺ فأنزل الله  ﴿لا ينهاكم الله عن الذين لم يقاتلوكم في الدين﴾ [الممتحنة:8] … إلى آخر الآية، فأمرها أن تقبل هديتها وتدخلها بيتها.[5]

## آيات متشابهة في سورة الممتحنة
قال ابن جماعة: في قوله تعالى: ﴿قَدْ كَانَتْ لَكُمْ أُسْوَةٌ حَسَنَةٌ فِي إِبْرَاهِيمَ وَالَّذِينَ مَعَهُ﴾ [الممتحنة:4] ثم قال تعالى: ﴿لَقَدْ كَانَ لَكُمْ فِيهِمْ أُسْوَةٌ حَسَنَةٌ﴾ [الممتحنة:6] كرر ذلك مرتين، فما فائدة تكراره؟ جوابه: أن الأولى: أريد بها التأسي بهم في البراءة من الكفار، ومن عبادة غير الله تعالى. وأريد بالثانية: التأسي بهم في الطاعات واجتناب المعاصي لقوله تعالى بعده: ﴿لِمَنْ كَانَ يَرْجُو اللَّهَ وَالْيَوْمَ الْآخِرَ﴾ [الممتحنة:6] يريد ثوابه ويخشى عقابه.